# Јат ервејз
Јат ервејз (Jat Airways, стилизовано као JatAirways) је бивши национални авио-превозник Србије, претходно национална авио-компанија некадашње Југославије. Сматрао се шеснаестом најстаријом авио-компанијом у Европи. Седиште авио-компаније се налазило у Београду, а оперативна база на аеродрому „Никола Тесла“ Београд.
Према подацима из децембра 2009. године, ЈАТ је имао око 1200 запослених.
Јат ервејз није био члан ниједне алијансе, али је током постојања била изражена жеља за чланством у СкајТиму.
Приватизацијом Јата, 2013. године, компанија је формално престала да постоји под тим именом, а као српског националног авио-превозника наследила ју је Ер Србија. У саставу бивше авио компаније ЈАТ је огранак фирма ЈАТ Техника.

## Историја
Авио-компанија је основана 17. јуна 1927. као „Аеропут“. Аеропут је постао „Југословенски аеротранспорт“ (скраћено „ЈАТ“) 1. априла 1947. Југословенски аеротранспорт је постао јавно предузеће 1992. године. У периоду 1992—2000 директор је био Жика Петровић. Решењем Трговинског суда, од 15. августа 2003. године, „Југословенски аеротранспорт“ мења назив у „Јат ервејз“.

### Аеропут
Авијација је у Југославији (тадашњој Краљевини СХС) основана 1918, када је Војска Југославије наложила ваздухопловству да врши поштанске летове између Београда, Новог Сада, Ниша и Скопља авионима Брегет 14. 25. марта 1923, Београд је постао део међународне цивилне авијације: авиони компаније Франко-Ромаин су преко Панчева летели на траси Париз–Истанбул. На иницијативу Аероклуба, 6. фебруара 1926. године је одржана конференција на којој су усвојена правила за оснивање Друштва за ваздушни саобраћај, а сви учесници су постали оснивачи. Правила су упућена у Министарство трговине и индустрије, које их је одобрило 13. марта. После тога се приступило уписивању акција.
Упис акција је текао испод очекивања и било је јасно да је даљи рад бесмислен ако се претходно не закључи уговор са државом којим би се Друштву загарантовала потребна помоћ у новцу и натури. Овај уговор је потписан 25. јануара 1927, али упис акција и даље није ишао жељеним темпом. Од планираних и неопходних 24.000 акција (тј. шест милиона ондашњих динара, потребних за куповину авиона), до краја марта 1927. године било је уписано и уплаћено тек око 10 %, због чега је, у складу с важећим законом о акционарским друштвима, запретила опасност да Аеропут буде укинут. Решење за убрзавање уписа акција нашао је инжењер Тадија Сондермајер, члан управе Друштва, резервни капетан и пилот са Солунског фронта. Он је предложио да заједно с пилотом Леонидом Бајдаком обави етапни лет авионом од Париза до Бомбаја, и да они на тај начин докажу вредност и способност југословенских пилота, рачунајући при томе на пропагандне ефекте за афирмацију домаћег ваздухопловства и бржи упис акција. Након кратких припрема, Сондермајер и Бајдак су полетели из Париза 20. априла 1927. године. После 14.800 прелетених километара, 14 етапа и 11 дана путовања, 2. маја 1927. године су слетели у Београд. Дочек је био величанствен и преко 30.000 Београђана је дочекало своје хероје на аеродрому испод Бежанијске косе.
После овог подвига пилота Сондермајера и Бајдака, упис акција „Аеропута“ је порастао преко сваког очекивања. За три месеца уписано је преко 30.000 акција, што је омогућило да нова компанија преброди кризу. Већ 17. јуна извршена је „протоколација“ Друштва код Београдског трговачког суда, и од тога дана Друштво за ваздушни саобраћај „Аеропут“ правно постоји.
Прва домаћна ваздушна линија, између Београда и Загреба, успостављена је 15. фебруара 1928. авионом Потез 29. Већ 1931. Аеропут је летео и на првој међународној линији за Беч, која је, поред повећања броја домаћих линија до Скопља продужена ка Солуну. До 1941, Аеропут је уводио све савременије авионе у флоту (фарман-306, спартан и крузер, дехевиланд драгон, кодрон геланф и локид електра-10) а мрежу међународних линија је проширио према Грацу, Прагу, Милану, Будимпешти, Софији и Тирани, тако да се уврстио међу значајне европске превознике.

### Југословенски аеротранспорт (ЈАТ)
Аеропут је престао да лети почетком Другог светског рата, а након завршетка овог рата је 1. априла 1947. године формиран Југословенски аеротранспорт (ЈАТ). После Другог светског рата, ЈАТ је успоставио своје линије авионима DC-3 и Ју-52. Касније су за дуголинијски саобраћај набављени DC-6 и ЦВ-340/440.
1963. године је у ЈАТ-ову флоту уведен први авион са млазним моторима, Каравела SE-210. 1969. је стигао први од 16 авиона Макдонел Даглас DC-9, док су 1974. стигла прва два (од укупно 9) авиона Боинг 727-200.
Дуголинијски саобраћај за САД, Аустралију и Далеки исток је обављан авионима Боинг 707, који су у флоту уведени 1970. Први широкотрупни авион Макдонел Даглас DC-10 (уместо Боинга 747-200) стигао је у флоту 1978.
1985. године, ЈАТ је био прва компанија у Европи која је купила у то време најмодерније авионе Боинг 737-300. Ти авиони су постали познати по сребрној боји у коју их је ЈАТ офарбао.
Мањи авион АТР 42 је уведен 10. јула 1987, летом од Београда до Ниша.
Током овог периода, који компанија каткад назива својим „златним годинама“, ЈАТ је превозио више од 5 милиона путника годишње и летео на 80 дестинација на пет континената (19 домаћих, 45 евро-медитеранских и 16 дуголинијских).

### Пад
СФР Југославија се распала, а ЈАТ је постао национална компанија новонастале СР Југославије и 1992. обуставио сав међународни саобраћај због санкција УН. У том периоду ЈАТ је летео само на домаћим линијама између Београда, Подгорице, Тивта, Ниша, Приштине и Ужица. Октобра 1994. године, ЈАТ је обновио свој међународни саобраћај, а авиони су префарбани у нову шему боја што је требало да означава својеврстан нови почетак.
Године 1998, ЈАТ је наручио 8 нових Ербаса А319, и поред тога што је до тада имао чисто Боингову флоту. Испорука је првобитно уговорена за јун 2000, али је одложена на неодређено време. ЈАТ је касније тражио начин да откаже ту наруџбину, јер је наводно желео да уместо А319 купи Боингове 737-НГ авионе, мада је постојала и могућност да се куповина Ербасових авиона ипак реализује, али у мањем броју и другог типа (највероватније А318). Као и у случају других малих превозника, питање набавке авиона било је предмет извесног политичког притиска америчке и европских влада; горе описани уговор са Ербасом и покушаји његовог отказивања били су предмет неколико још увек неразјашњених скандала.

### Јат ервејз
ЈАТ је продао свој последњи ДЦ 10-30 (YU-AMB) 24. јуна 2005. Компанија је након тога излазила у јавност са плановима да обнови свој дуголинијски саобраћај ка Северној Америци (Монтреал, Њујорк, Торонто, Чикаго) са два изнајмљена Боинга 767-200ER, што се никада није обистинило. ЈАТ је 2003. и 2004. на кратко обновио саобраћај ка Њујорку заједно са Узбекистан ервејзом на линији Ташкент–Београд–Њујорк, али је линија обустављена због изостанка очекиваних резултата. ЈАТ је затим од 23. новембра 2006. издавао карте до Њујорка; путници су авионима Јат ервејза летели до Хамбурга, одакле су настављали лет авионом Емирата, али је ЈАТ крајем марта 2007. прекинуо летове до Хамбурга.
У 2005. години, Јат ервејз формално издвојила целине и формирала нова привредна друштва и то:
- ЈАТ Кетеринг д.о.о. Београд,
- ЈАТ Хотели Славија д.о.о. Београд,
- ЈАТ Апартмани Копаоник д.о.о. Рашка,

а у 2006. години:
- ЈАТ Техника д.о.о. Београд,
- Радио ЈАТ д.о.о. - Београд.

Јат ервејз није био члан ниједне алијансе или партнерства, али је летео на неколико дестинација у сарадњи са Луфтханзом, Остријан ерлајнсом, Ер Франсом, Алиталијом, Аерофлотом и Б&Х ерлајнсом.
Јат ервејз је годинама након санкција сарађивао са другим авио-компанијама на летовима до Аустралије и Новог Зеланда; Ер Чајна преко Пекинга, Египат ер преко Каира, Емиратима преко Дубаија и Итихад ервејз преко Абу Дабија.
Јат ервјез је изразио жељу да буде члан алијансе СкајТим, са Алиталијом и Ер Франсом као спонзорима.
Дана 3. јула 2008. године, након пауза од 17 године, Јат ервејз се вратио на Хрватско тржиште директним летовима између Београда и Пуле током летње сезоне 2008. године. Летови до Пуле су вршени и током летње сезоне 2009. године.
Почетком јула 2009. ЈАТ је објавио да ће изнајмити два авиона типа Боинг 737-700, чиме је требало да почне опсежнији програм обнове флоте.
Дана 16. априла 2010. године Влада Републике Србије је одлучила у телефонском позиву да замени Јат ервејз новом компанијом, која ће да постане нова српска национална ваздушна компанија. Ова нова компанија би преузела флоту Јат ервејза, дестинације, као и део запослених.

## Редовне линије

### Африка
| Град     | Ознака Аеродрома | Ознака Аеродрома | Аеродром                 | Авион         | Смер                | Белешке     |
| Град     | ИАТА             | ИКАО             | Аеродром                 | Авион         | Смер                | Белешке     |
| -------- | ---------------- | ---------------- | ------------------------ | ------------- | ------------------- | ----------- |
| Либија   |                  |                  |                          |               |                     |             |
| Триполи  | TIP              | HLLT             | Аеродром Триполи         | Боинг 737-300 | BEG-MLA-TIP-MLA-BEG | Суспендован |
| Тунис    |                  |                  |                          |               |                     |             |
| Монастир | MIR              | DTMB             | Аеродром Хабиб Боургуиба | Боинг 737-300 | BEG-MIR-BEG         |             |

### Азија
| Град                      | Ознака Аеродрома | Ознака Аеродрома | Аеродром            | Авион         | Смер                | Белешке     |
| Град                      | ИАТА             | ИКАО             | Аеродром            | Авион         | Смер                | Белешке     |
| ------------------------- | ---------------- | ---------------- | ------------------- | ------------- | ------------------- | ----------- |
| Израел                    |                  |                  |                     |               |                     |             |
| Тел Авив                  | TLV              | LLBG             | Аеродром Бен Гурион | Боинг 737-300 | BEG-TLV-BEG         |             |
| Уједињени Арапски Емирати |                  |                  |                     |               |                     |             |
| Дубаи                     | DXB              | OMDB             | Аеродром Дубаи      | Боинг 737-300 | BEG-LCA-DXB-LCA-BEG | Суспендован |

### Европа
| Град                 | Ознака Аеродрома | Ознака Аеродрома | Аеродром                       | Авион                | Смер                                | Белешке                |
| Град                 | ИАТА             | ИКАО             | Аеродром                       | Авион                | Смер                                | Белешке                |
| -------------------- | ---------------- | ---------------- | ------------------------------ | -------------------- | ----------------------------------- | ---------------------- |
| Аустрија             |                  |                  |                                |                      |                                     |                        |
| Беч                  | VIE              | LOWW             | Аеродром Беч                   | АТР-72 Боинг 737-300 | BEG-VIE-BEG                         |                        |
| Белгија              |                  |                  |                                |                      |                                     |                        |
| Брисел               | BRU              | EBBR             | Аеродром Брисел                | Боинг 737-300        | BEG-BRU-BEG                         |                        |
| Босна и Херцеговина  |                  |                  |                                |                      |                                     |                        |
| Сарајево             | SJJ              | LQSA             | Аеродром Сарајево              | АТР-72               | BEG-SJJ-BEG                         |                        |
| Грчка                |                  |                  |                                |                      |                                     |                        |
| Атина                | ATH              | LGAV             | Аеродром Елефтериос Венизелос  | Боинг 737-300        | BEG-ATH-BEG                         |                        |
| Солун                | SKG              | LGTS             | Аеродром Македонија            | АТР-72               | BEG-SKG-BEG                         |                        |
| Данска               |                  |                  |                                |                      |                                     |                        |
| Копенхаген           | CPH              | EKCH             | Аеродром Каструп               | Боинг 737-300        | - BEG-CPH-BEG - BEG-ARN-CPH-BEG     |                        |
| Италија              |                  |                  |                                |                      |                                     |                        |
| Милано               | MXP              | LIMC             | Аеродром Малпенса              | Боинг 737-300        | BEG-MXP-BEG                         |                        |
| Рим                  | FCO              | LIRF             | Аеродром Леонардо да Винчи     | Боинг 737-300        | BEG-FCO-BEG                         |                        |
| Кипар                |                  |                  |                                |                      |                                     |                        |
| Ларнака              | LCA              | LCLK             | Аеродром Ларнака               | Боинг 737-300        | - BEG-LCA-BEG - BEG-LCA-DXB-LCA-BEG |                        |
| Малта                |                  |                  |                                |                      |                                     |                        |
| Валета               | MLA              | LMML             | Аеродром Малта                 | Боинг 737-300        | BEG-MAL-TIP-MAL-BEG                 | Суспендован            |
| Република Македонија |                  |                  |                                |                      |                                     |                        |
| Охрид                | OHD              | LWOH             | Аеродром Св. Апостол Павле     | АТР-72               | BEG-OHD-BEG                         | Сезонски               |
| Скопље               | SKP              | LWSK             | Аеродром Александар Велики     | АТР-72 Боинг 737-300 | BEG-SKP-BEG                         |                        |
| Немачка              |                  |                  |                                |                      |                                     |                        |
| Берлин               | TGL              | EDDT             | Аеродром Ото Лилентал          | Боинг 737-300        | BEG-TGL-BEG                         | до 1. јуна             |
| Берлин               | BER              | EDDB             | Аеродром Вили Брант            | Боинг 737-300        | BEG-BER-BEG                         | од 3. јуна             |
| Диселдорф            | DUS              | EDDL             | Аеродром Диселдорф             | Боинг 737-300        | BEG-DUS-BEG                         |                        |
| Франкфурт            | FRA              | EDDF             | Аеродром Франкфурт             | Боинг 737-300        | BEG-FRA-BEG                         |                        |
| Штутгарт             | STR              | EDDS             | Аеродром Штутгарт              | Боинг 737-300        | BEG-STR-BEG                         |                        |
| Русија               |                  |                  |                                |                      |                                     |                        |
| Москва               | SVO              | UUEE             | Аеродром Шереметјево           | Боинг 737-300        | BEG-SVO-BEG                         |                        |
| Србија               |                  |                  |                                |                      |                                     |                        |
| Београд              | BEG              | LYBE             | Аеродром Никола Тесла          | АТР-72 Боинг 737-300 |                                     | Чвориште               |
| Краљево              | KVO              | LYKV             | Аеродром Mорава                | АТР-72               | КVO-IST-KVO                         | Фокус град             |
| Ниш                  | INI              | LYNI             | Аеродром Константин Велики Ниш | АТР-72 Боинг 737-300 |                                     | Фокус град             |
| Турска               |                  |                  |                                |                      |                                     |                        |
| Истанбул             | IST              | LTBA             | Аеродром Ататурк               | Боинг 737-300        | BEG-IST-BEG                         |                        |
| Уједињено Краљевство |                  |                  |                                |                      |                                     |                        |
| Лондон               | LHR              | EGLL             | Аеродром Хитроу                | Боинг 737-300        | BEG-LHR-BEG                         |                        |
| Лондон               | LGW              | EGKK             | Аеродром Гетвик                | Боинг 737-300        | BEG-LGW-BEG                         | Сезонски [од 15. јуна] |
| Француска            |                  |                  |                                |                      |                                     |                        |
| Париз                | CDG              | LFPG             | Аеродром Шарл де Гол           | Боинг 737-300        | BEG-CDG-BEG                         |                        |
| Холандија            |                  |                  |                                |                      |                                     |                        |
| Амстердам            | AMS              | EHAM             | Аеродром Схипхол               | Боинг 737-300        | BEG-AMS-BEG                         |                        |
| Хрватска             |                  |                  |                                |                      |                                     |                        |
| Дубровник            | DBV              | LDDU             | Аеродром Дубровник             | АТР-72               | BEG-DBV-BEG                         | Сезонски               |
| Пула                 | PUY              | LDPL             | Аеродром Пула                  | АТР-72               | BEG-PUY-BEG                         | Сезонски [од 16. јуна] |
| Сплит                | SPU              | LDSP             | Аеродром Пула                  | АТР-72               | BEG-SPU-BEG                         | Сезонски [од 2. јула]  |
| Црна Гора            |                  |                  |                                |                      |                                     |                        |
| Подгорица            | TGD              | LYPG             | Аеродром Подгорица             | АТР-72 Боинг 737-300 | BEG-TGD-BEG                         |                        |
| Тиват                | TIV              | LYTV             | Аеродром Тиват                 | АТР-72 Боинг 737-300 | BEG-TIV-BEG                         |                        |
| Шведска              |                  |                  |                                |                      |                                     |                        |
| Гетеборг             | GOT              | ESGG             | Аеродром Ландветер             | Боинг 737-300        | BEG-GOT-BEG                         |                        |
| Стокхолм             | ARN              | ESSA             | Аеродром Арланда               | Боинг 737-300        | - BEG-ARN-BEG - BEG-ARN-CPH-BEG     |                        |
| Швајцарска           |                  |                  |                                |                      |                                     |                        |
| Цирих                | ZRH              | LSZH             | Аеродром Цирих                 | Боинг 737-300        | BEG-ZRH-BEG                         |                        |
| Шпанија              |                  |                  |                                |                      |                                     |                        |
| Ђирона               | GRO              | LEGE             | Аеродром Ђирона-Коста Брава    | Боинг 737-300        | BEG-GRO-BEG                         | Сезонски               |

## Приватизација
Због лоших пословних резултата, лошег стања флоте, нагомиланих дугова и конкуренције на српском небу, власти у Србији су у више наврата разматрале даљу судбину Јат ервејза. У неколико наврата најављивана је приватизација компаније.
Дана 25. маја 2007, Велимир Илић, министар за инфраструктуру, изјавио је да руска авио-компанија Аерофлот доставила најбољу понуду да купи део компаније. Аерофлот је изјавио да би сви радници задржали свој посао и да би били исплаћени компанијски дугови. Такође је обећана куповина нових авиона типа Сухој Суперџет 100. Према информацијама које су се појавиле у новинама, Аерофлот би у компанију инвестирао више од 27,5 милијарди динара (450 милиона УСД). Речено је да би 6,1 милијарди динара (100 милиона $) ишло на проширивање мреже одредишта, 15,3 милијарди динара (250 милиона $) за модернизацију флоте и нове авионе, и 6,1 милијарди динара (100 милиона $) за модернизацију кабина. Речено је и да је Аерофлот жели да купи 75 % компанијских акција.
Међутим, планови за продају Јат ервејза Аерофлоту су се изјаловили и компанија је остала у државном власништву.
Дана 16. априла 2010. Влада Србије одлучила је да замени компанију ЈАТ ервејз новом компанијом која би преузела авионе, дестинације, и већину запослених, док би нагомилани дугови били остављени „старом“ Јат ервејзу. На тај начин, Србија би добила националног авио-превозника који би се могао лакше приватизовати. Међутим, закључно са априлом 2011, нова компанија још увек није основана.
Током 2010. у више наврата су покретане медијске спекулације да је за куповину Јата заинтересован Теркиш ерлајнс. У јулу 2010, Теркиш ерлајнс и Јат су се договорили да убрзају преговоре, али није јасно какав је тренутни статус (крај јула 2010)тих преговора.
Једно од кључних нерешених питања у вези са приватизацијом компаније јесте и статус наруџбине нових авиона од Ербаса, с обзиром да је влада Србије 1998. потписала са Ербасом уговор о куповини осам авиона типа А319, за шта је уплаћен аванс од 20 милиона евра. С обзиром да је убрзо уследило бомбардовање Југославије, уговор никада није реализован. Овај уговор представља финансијско оптерећење за компанију, тим пре што Јат у овом тренутку нема јасно дефинисану политику обнове флоте; Јат је традиционално корисник Боингових авиона, и не постоји јасно дефинисан став компаније о преласку на Ербасове авионе.
Међутим, током лета 2010. дошло је до извесних помака када је реч о уговору са Ербасом. 21. јула 2010. објављено је да је генерални директор Јата Срђан Радовановић потписао писмо о намерама са представницима Ербаса, али садржај тог писма остаје непознат. Такође је објављено да се договор између две стране очекује пре посете француског председника Николе Саркозија Србији крајем 2010. Претпоставља се да би коначан договор могао да подразумева смањење укупне наруџбине са осам на четири авиона, као и промену типа авиона.

## Статистике
| Година | Путника   | Промена (%) | Карго (тона) | Промена (%) | Попуњеност путничке кабине (%) | Промена (%) | Реализовано летова | Промена (%) | Добит (RSD) | Промена (%) |
| ------ | --------- | ----------- | ------------ | ----------- | ------------------------------ | ----------- | ------------------ | ----------- | ----------- | ----------- |
| 2006   | 1.207.712 | +17         | 3.556        | - 4         | 58                             | +2          | 20.918             | +16         | 300 мил     | ?           |
| 2007   | 1.306.301 | ?           | ?            | ?           | 62                             | +4          | ?                  | ?           | 300 мил     | ?           |
| 2008   | 1.360.940 | +4          | 2.829        | -13         | 64                             | +2          | 21.603             | ?           | ?           | ?           |

### 2013. година

#### Јануар
Упркос томе што је Јат ервејз због потребног одржавања морао да приземљи већи део своје флоте, авио-компанија је у овом месецу превезла 77.962 путника, што је за 4 % више у односу на број превезених путника у 2012. години. Просечна попуњеност кабине је била 63 %.

## Услуга

### Јат кетеринг
Јат кетеринг обезбеђује услуге снабдевања за Јат ервејз. Јат кетеринг некад је био у саставу „Јат корпорације“, али је издвојен као независна компанија у 2005. години. Канцеларије и кухиње Јат кетеринга се налазе у индустријској зони београдског аеродрома „Никола Тесла“ у Сурчину.
Јат кетеринг има у понуди кетеринг сервисе за следеће авио-компаније када лете из Београда:
- Аерофлот
- Ер Франс
- Јат ервејз
- Олимпик ерлајнс
- Свис интернашонал ер лајнс

Јат Кетеринг припрема и специјалне оброке за вегетаријанце, дијабетичаре, бебе и децу, а такође и без глутена, с мало масноће/холестерола, без лактозе итд.

### Током лета
Авиони Јат ервејза имају две класе: пословна и економска класа. Сваки путник добија бесплатан примерак Јат ревије. Током лета посада послужује своје путнике соковима и оброцима. Бестарифни (енгл. duty-free) производи се продају на свим летовима Јат ервејза.
Пословна класа
Јат ервејз за пословну класу својих путника нуди велика црна кожна седишта са ограниченим могућностима обарања и расклапајућим столовима. Дозвољен је пртљаг до 30kg и ручни пртљаг до 10kg. Пословна класа се налази у задњем делу авиона АТР-72 и у предњем делу авиона Боинг 737.
Економска класа
Јат ервејз за економску класу својих путника нуди седишта од тканине са ограниченим могућностима обарања и расклапајућим столовима. Дозвољен је пртљаг до 20kg и ручни пртљаг до 10kg.

### Клуб лојалних путника
Јат ервејзов клуб лојалних путника се зове „Лет више“. Путници коју лете Јат ервејзом на десет међународних или домаћих дестинација током дванаест месеци добијају једну бесплатну карту за повратно путовање са правом резервације. Путници имају право на бесплатну карту у оној класи превоза којом су се најчешће возили и чију тарифу су најчешће плаћали.
Путници Јат ервејза могу прикупљати миље у програму "Miles & More" на свим летовима између Србије и Немачке.

## Флота
За пружање услуга превоза путника и терета у домаћем и међународном саобраћају, Јат ервејз је у тренутку престанка операција располагао флотом од 18 ваздухоплова:
| Авион         | У флоти | Наруџбине | Број седишта | Број седишта | Број седишта | Белешке |
| Авион         | У флоти | Наруџбине | I            | II           | Укупно       | Белешке |
| ------------- | ------- | --------- | ------------ | ------------ | ------------ | --- |
| АТР 72-200    | 3       | -         | -            | 66           | 66           | |
| АТР 72-500    | 2       | -         | -            | 70           | 70           | изнајмљени |
| Боинг 737-200 | 1       | -         | -            | 125          | 125          | Изнајмљен од Авиогенекса |
| Боинг 737-300 | 2 8 2   | -         | - 8 12       | 144 126 110  | 144 134 122  | Нова Рекаро седишта су уграђена лета 2012. године 2 авиона су ускладиштена и користе се за резервне делове Изнајмљени од Булгарија ера |
| Укупно        | 18      | -         |              |              |              | |

- Априла 2012. Јат је изјавио да је покренут процес изнајмљивања два Боинга 737-800.[25]
- * Ербас је покренуо поступак обнове уговора из 1998. године о наруџбини 8 Ербаса А319.[26]

## Занимљивости
- Крајем августа 1959, ЈАТ је превезао милион путника рачунајући све летове од оснивања компаније 1927. године.[27]
- Прве продаје производа без плаћања такси забележене су на Јатовим летовима 1962. године.[28]
- Од 1. јануара до 10. новембра 1970. ЈАТ је превезао више од милион путника а до краја те године Јат-ом је летело 1.106.000 путника.[28]
- Бивша Јатова стјуардеса Весна Вуловић је светски рекордер, према Гинисовој књизи рекорда, пошто је преживела „слободни пад“ са 10.160 метара.[29]
- Јатов авион Боинг 707 YU-AGA обишао је земљину куглу од 10. до 29. новембра 1974. на линији Београд-Бејрут-Бомбај-Сингапур-Токио-Хонолулу-Лос Анђелес-Њујорк-Лондон-Београд.[28]
- 13. фебруара 1978. године Марија Тодев се породила у Боингу 707 (YU-AGI), на Јатовом лету Београд-Сиднеј. Дечак је добио име „Јатко“.[28]
- ЈАТ је била прва европска компанија која је летела авионом типа Боинг 737-300. Слетео је на писту београдског аеродрома 8. августа 1985. под регистрацијом YU-AND. Авион и данас лети.[30][31]
- ЈАТ је започео свој кампању против пушења 1987. године забраном пушења на својим домаћим летовима, а од 5. априла 2002. забрањено је пушење на свим Јатовим летовима.[28]
- Организација ИАТА је 2004. доделила Јат ервејзу награду као најбезбеднијој авио-компанији у Европи.
- Дана 19. јануара 2008. у авиону Боинг 737-300 на редовној линији Београд – Стокхолм, на висини од 10.000 метара, венчали су се Биргита Берглунд из Шведске и Предраг Марковић из Србије. Младенци су уз шампањац, песму Ђурђевдан, слављеничку торту, аплаузе и честитања 117 путника на лету JU374, судбоносно „да“ рекли пред кумовима Лелом Ристић из Јат Медија центра и Весном Јовановић, стјуардесом - персером.[32]

## Инциденти и несреће

### Инциденти
- 23. новембра 1974. Јатов авион Макдонел Даглас ДЦ9-32 (YU-AJN) је после губитка визуелног контакта са београдским аеродромом слетео 1 миљу од писте аеродрома. Ниједан од 50 путника са лета није био повређен.
- 16. августа 1980. Јатов авион Боинг 707 (YU-AGG) је током невремена у Стокхолму покушао да слети на писту Аеродром Арланда али је прешао преко писте и зауставио се у трави при чему су му били оштећени точкови и мотори.[33]
- 26. септембра 1981. Јатов авион Боинг 727 (YU-AKF) на лету Дубровник–Титоград–Београд је био отет. Принудно је слетео на аеродром Ларнака на Кипру.[28]
- 20. августа 2005. током лета из Париза ка Београду, Јат ервејзов Боинг 737 и Ер Франсов Ербас А340 су дошли на 60 метара до судара на висини од 10.300 метара изнад Западне Мађарске. Мађарска Ваздушна Саобраћна Контрола је навела као узроке инцидента пропусте радника и неадекватну опрему.[34]
- 29. маја 2007. Јат ервејзов лет JU211 вратио се на лондонски аеродром Хитроу пет минута после полетања ка Београду, због тога што му се мотор запалио. Капетан лета га је искључио и тражио хитно слетање. Авион типа Боинг 737-300 (Регистрација: YU-ANI) је добио дозволу за приоритетно слетање и спустио се на Хитроу 15 минута касније.[35][36]
- 7. јун 2007. Јат ервејзов лет JU240 за Париз је морао да се врати на Београдски аеродром мало након полетња зато што авион Боинг 737-300 (YU-ANV) није могао да се подигне на довољну висину да би наставио пут. Слетео је у Београд где су механичари поправили проблем.
- 30. јун 2007. ЈАТ-ов авион Боинг 737-400 (YU-AOS) је принудно слетео на атински аеродром Елефтхериос Венизелос на чартер лету из Египта за Београд због техничких проблема.[37]
- 4. октобар 2009. авион компаније Јат ервејз Боинг 737-300 који је летео за Истанбул склизнуо је 50 метара са писте 06/24 на аеродрому Ататурк и заглавио се у блату. Од 125 путника и 6 члана посаде нико није повређен.[38]

### Несреће
- 26. јануара 1972. Јатов лет JU364 Стокхолм—Копенхаген—Загреб—Београд авионом Макдонел Даглас DC-9 (Регистрација: YU-AHT) је на 10.000 метара током лета Копенхаген—Загреб, изнад села Српска Камењица у Чешкој, експлодирао у ваздуху и пао. Погинуло је свих двадесет троје путника и четири од петоро чланова посаде. Једини преживели члан посаде је стјуардеса Весна Вуловић.[39]
- 11. септембра 1973. Последња Јатова несрећа је била са авионом Каравела (Регистрација: YU-AHD) кад је ударио у планину Маганик близу Подгорице и погинули су сви путници и чланови посаде, укупно 41 на лету Титоград-Скопље.[40]